# Марсианские пакеты
Марсианский пакет — это IP-пакет, видимый в общедоступном Интернете, который содержит адрес источника или пункта назначения, зарезервированный для специального использования Администрацией адресного пространства Интернета (IANA). В общедоступном Интернете такой пакет либо имеет поддельный адрес источника, и он фактически не может быть создан как заявлено, либо пакет не может быть доставлен. Требование сделать это содержится в RFC 1812, раздел 5.2.3.
Марсианские пакеты обычно возникают из-за подмены IP-адресов при атаках типа «отказ в обслуживании», но также могут возникать из-за сбоя сетевого оборудования или неправильной конфигурации хоста.
В терминологии Linux марсианский пакет — это IP-пакет, полученный ядром через определённый интерфейс, а таблицы маршрутизации указывают, что исходный IP-адрес ожидается на другом интерфейсе.

## IPv4 и IPv6
Как в IPv4, так и в IPv6 марсианские пакеты имеют адреса отправителя или получателя в специальных диапазонах, определённых в RFC 6890.

## Механизмы перехода

### 6to4
6to4 — это технология перехода IPv6, в которой адрес IPv6 кодирует исходный адрес IPv4, так что каждый IPv4 / 32 имеет соответствующий уникальный префикс IPv6 / 48. Поскольку ретрансляторы 6to4 используют закодированное значение для определения конечного сайта туннеля 6to4, адреса 6to4, соответствующие марсианам IPv4, не маршрутизируются и никогда не должны появляться в общедоступном Интернете.

### Teredo туннелирование
Teredo — это ещё одна технология перехода IPv6, которая кодирует исходный адрес IPv4 в адресе IPv6. Однако формат кодирования кодирует адрес сервера Teredo и информацию о туннеле до адреса клиента IPv4. Таким образом, не существует определённого набора префиксов, более специфичных, чем 2001:0::/32 для пакетов Teredo с марсианскими адресами конечных сайтов. Однако возможно подделать пакеты Teredo с IPv4-адресом сервера Teredo, установленным на марсианский.